# Giuseppe Peretta
Giuseppe Peretta (Vercelli, 13 luglio 1941) è un ex calciatore italiano, di ruolo centrocampista.

## Carriera
Ha militato nella Pro Vercelli e nell'Hellas Verona collezionando 46 partite in Serie B con gli scaligeri. Nel 1965-66 fu ceduto al Siracusa in serie C.

## Statistiche

### Presenze e reti nei club
| Stagione             | Squadra              | Campionato           | Campionato | Campionato | Coppe nazionali | Coppe nazionali | Coppe nazionali | Coppe continentali | Coppe continentali | Coppe continentali | Totale | Totale |
| Stagione             | Squadra              | Comp                 | Pres       | Reti       | Comp            | Pres            | Reti            | Comp               | Pres               | Reti               | Pres   | Reti   |
| -------------------- | -------------------- | -------------------- | ---------- | ---------- | --------------- | --------------- | --------------- | ------------------ | ------------------ | ------------------ | ------ | ------ |
| 1962-1963            | Hellas Verona        | B                    | 20         | 0          | C I             | 1               | 0               | -                  | -                  | -                  | 21     | 0      |
| 1963-1964            | Hellas Verona        | B                    | 20         | 0          | C I             | 1               | 0               | -                  | -                  | -                  | 21     | 0      |
| 1964-1965            | Hellas Verona        | B                    | 6          | 0          | C I             | 1               | 0               | -                  | -                  | -                  | 7      | 0      |
| Totale Hellas Verona | Totale Hellas Verona | Totale Hellas Verona | 46         | 0          | -               | 3               | 0               | -                  | -                  | -                  | 49     | 0      |